# スヴェレ・シグルツソン
スヴェレ・シグルツソン（またはスヴェレ・シグルソン、スヴェッレとも。Sverre Sigurdsson。古ノルド語表記ではスヴェッリル・シグルザルソン(Sverrir Sigurðarson)。1149年 - 1202年3月9日）は、ノルウェーの国王（在位：1177年 - 1202年）。

## 生涯
フェロー諸島で育ち、1176年にノルウェーに現れる。自身をノルウェー王シグル2世の子だと主張し、国王マグヌス5世に対する反乱集団「白樺の脚(birkebeinerne)」の指導者となる。スヴェレらは1179年に王の父エーリング・スカッケを倒し、1184年にはマグヌス王も殺害した。その後スヴェレが王位に就いた。
王になってからのスヴェレを苦しめたのは、有力者と共に「錫杖団(baglerpartiet)」を興して挑んできたキリスト教会であった。王の支配から独立した教会の自由(en)を求めるノルウェーの教会は、1163年、当時7歳のマグヌス5世に戴冠をし塗油の儀式を行なっていた。この、教会が戴冠した王を倒したスヴェレを教会が承認することは、教会が王権への影響力を失うことを意味した。教会が世俗の権力から自由を勝ち取ろうとする動きはヨーロッパ各地でもみられていたが、ノルウェーにおいてもスヴェレと教会とが争い、ついに大司教エイステイン・エルレンズソンは国を出、以前司祭としての教育を受けていたスヴェレも破門されるに至った。1202年、亡くなる直前に、スヴェレは息子であるホーコン3世に教会との和解を勧めている。彼の死後も対立が続いたが、孫のホーコン4世の代には王がノルウェーを単独で統治することとなる。
この頃からノルウェーは軍事力強化のため、軍事改革や税制改革に尽力した。それまでは農家から人を徴して軍役にあたらせていたが、農地の開墾が進んで農家が家族単位で農業にあたるようになると、農家の構成員が少なくなり軍役に応じるのは困難となった。そこでスヴェレ王は農民に課税し、軍役に就く者には税を免除して、税収入で騎士を養う政策をとった。

## 子女
1185年にスウェーデン王エリク9世（聖王）の娘マルガレータ・エリクスドッテルと結婚し、1女をもうけた。
- クリスティン（? - 1213年） - フィリップス・シモンソンと結婚
- エーリング

また、以下の子女がいる。
- シグル・ラヴァール（? - 1200年） - 母はアストリッド・ロースドッテル、ノルウェー王グットルムの父[6]。
- ホーコン3世（1180年 - 1204年） - ノルウェー王（1202年 - 1204年）
- セシリア
- インゲボー - スウェーデン王子カール（1198年没、スヴェルケル2世の子）と結婚